# I Love Rocky Road
I Love Rocky Road è un singolo del cantante statunitense "Weird Al" Yankovic estratto dall'album con il suo stesso nome ed è la parodia della canzone I Love Rock 'n' Roll di Joan Jett.

## Significato
La canzone parla di un uomo con la passione per il gusto di gelato rocky road.
Nella canzone, anche se brevemente, vengono citati due gusti di gelato: la vaniglia e il cioccolato.

## Tracce
1. I Love Rocky Road – 2:35
2. Happy Birthday – 2:26

## Il video
Il video di "I Love Rocky Road" è la parodia del video di "I Love Rock N' Roll", con alcune modifiche:
- Il video di "I Love Rock N' Roll" è ambientato in un bar, mentre "I Love Rocky Road" è ambientato in una gelateria.
- Il video di "I Love Rock N' Roll" è in bianco e nero, mentre "I Love Rocky Road" è a colori.
- Joan Jett nel suo video dice per due volte "Aw" perché è entusiasta, mentre "Weird Al" Yankovic dice "Aw" la prima volta perché gli è venuto mal di testa a causa della troppa fretta nel mangiare il gelato, la seconda volta perché un bambino gli morde la caviglia.

## Classifiche
| Classifica (1983)                     | Posizione massima |
| ------------------------------------- | ----------------- |
| U.S. Billboard Bubbling Under Hot 100 | 6                 |